# Гай Октавий Аппий Светрий Сабин
Гай Октавий Аппий Светрий Сабин (лат. Gaius Octavius Appius Suetrius Sabinus) — римский государственный деятель первой половины III века, консул 214 и 240 года. Сделал продолжительную и блестящую карьеру в правление династии Северов и их преемников, занимал множество гражданских и военных должностей.

## Происхождение
Сабин родился около 175 года. О его семье нет никаких сведений. Однако несомненным является тот факт, что она была италийского происхождения и, по всей видимости, относилась к сенаторскому сословию. Иногда родиной Сабина называют город Истоний. Его номен Светрий имеет лигурийское происхождение и весьма редко встречается в надписях.

## Карьера
Светрий Сабин начал свою карьеру во времена правления императора Септимия Севера. Его первой должностью была должность децемвира по судебным разбирательствам, которую он занимал между 193 и 194 годом, а затем стал командиром кавалерийского подразделения. Около 200 года Сабин вошёл в состав сената, очевидно, по протекции императора. Около 201 года Гай был назначен квестором как кандидат от императора. Около 203 года он стал народным трибуном. Наконец, в 206 году Сабин находился на посту претора.
После этого он отправляется легатом в Африку, где управлял областью города Гиппон. По возвращении из провинции, примерно в 209—210 годах Сабин занимал должность куратора Латинской дороги. Его следующим назначением был пост судьи в Эмилии и Лигурии, на котором он находился в 210—211 годах. В какой-то промежуток времени Сабин был куратором умбрийского города Окрикул.
Сабин принимал участие в походе нового императора Каракаллы против алеманнов, длившейся с 211 по 213 год. Сначала он был легатом XXII Первородного легиона, дислоцировавшегося в Верхней Германии, прежде чем он был назначен на должность начальника вексилляции XI Клавдиева легиона. В 213 году Светрий был руководителем экспедиции против германских племен, затем он находился на посту легата пропретора Реции в течение непродолжительного периода (с октября по декабрь).
Близкий друг императора Каракаллы, Светрий Сабин был назначен ординарным консулом с Луцием Валерием Мессалой Аполлинарием в 214 году. Тот факт, что его первое консульство был ординарным, а не суффектством, укрепляет во мнении, что Сабин был в милости у императора. После консульства Светрий последовательно находился на постах судьи неизвестной провинции и префекта снабжения Рима. В 215—216 годах Сабин был корректором «electus ad corrigendum statum Italiae». Его главной задачей было справиться с упадком законности и порядка в Италии в течение этого времени, с ростом бандитизма, поразившего сельскую местность. Возможно, в его обязанности входила фиксация налогообложения в италийских общинах.
В 216—217 годах Гай занимал должность легата Нижней Паннонии, но он был заменен по приказу нового императора Макрина после убийства Каракаллы. Он, кажется, впал в немилость на некоторое время, но в конце концов был возвращен на службу и между 236 и 238 годом занимал должность проконсулом провинции Африка. По всей видимости, Сабин сыграл значительную роль в восхождении Гордиана III на трон. В 240 году он находился на посту ординарного консула во второй раз вместе с Рагонием Венустом.
Кроме того, Сабин входил в состав жреческих коллегий авгуров и понтификов. Он, возможно, жил в доме на Авентине в Риме. Дочерью Гая была Аппия Светрия Сабина, вышедшая замуж за Авла Цецину.